# Renate Lehner
Renate Lehner (* 22. Februar 1969 in Wien) ist eine ehemalige österreichische Judoka. Sie kämpfte für den Judoclub JGV Schuh Ski bis 1985 und ab 1986 für UJZ Mühlviertel. Sie war ein fester Bestandteil der österreichischen Nationalmannschaft und zweifache österreichische Meisterin. Ihr größter Erfolg war der dritte Rang bei der Europameisterschaft in Pamplona 1988.

## Erfolge
- 2. Rang A-Tournament Budapest Bank Cup 1992 - 56 kg
- 2. Rang Junioreneuropameisterschaft Leonding 1985 - 61 kg
- 3. Rang Mannschaftseuropameisterschaft 1989 Wien - 61 kg
- 3. Rang Europameisterschaft Pamplona 1988 - 61 kg
- 3. Rang British Open London 1988 - 61 kg
- 3. Rang Moskau International Tournament 1988 - 61 kg
- 3. Rang British Open Birmingham 1987 - 61 kg
- 3. Rang ASKÖ World Tournament Leonding  1987 - 61 kg
- 3. Rang German Open Essen 1987 - 61 kg
- 3. Rang Moskau International Tournament 1986 - 61 kg
- 3. Rang ASKÖ World Tournament Leonding  1985 - 61 kg